# Lockheed U-2

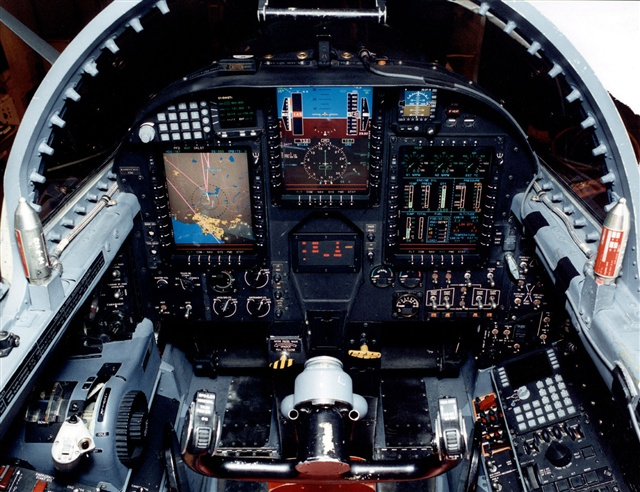
Cockpit av U-2S Dragon Lady

Lockheed U-2 Dragon Lady är ett amerikanskt spaningsflygplan, använt av underrättelseorganisationen Central Intelligence Agency (CIA).

## Bakgrund
I början av 1950-talet upplevde USA:s ledning att de inte hade tillräcklig kontroll över vad som hände inne i Sovjetunionen. CIA hade misslyckats med att bygga upp ett nät av spioner inne i Sovjet och de signalspaningsflygningar som genomfördes längs gränserna var förenade med stora risker. Ett flertal flygplan sköts ner av sovjetiskt flyg. Att Sovjetunionen detonerade sin första vätebomb 1953 utan att USA lyckats fånga upp några indikationer i förväg gjorde önskan om att kunna samla in fakta än större.
Flygvapnet släppte upp över 500 (Project Genetrix) ballonger med kameror. Cirka 40 av dessa kunde återfinnas, vilket gav över 14 000 foton av sovjetiskt territorium, som dock var av ringa intresse och dålig kvalitet. Projektet övergavs och flygvapnet bestämde sig för att ta fram ett flygplan som kunde flyga på 70 000 fots (21 300 m) höjd och ta en last på 350 kg bestående av kamera och film. Tre företag bjöds in att lämna offerter. Lockheed Corporation fick höra talas om projektet och presenterade en lösning för flygvapnet, som dock föredrog ett annat alternativ. Lockheed vände sig då till CIA och presenterade sin lösning. CIA-chefen Allen Dulles var intresserad av det föreslagna flygplanet och presenterade projektet för president Dwight D. Eisenhower. Denne gav sitt fulla stöd även om han förutsåg problem i framtiden: "Jag anser att vårt land behöver den här sortens underrättelser och jag godkänner detta projekt med spaningsflygningar. Men jag varnar er, någon dag kommer ett plan att åka fast och då har vi ett helvetes problem att handskas med." Av den anledningen bestämde Eisenhower också att plan och piloter skulle vara civila.

## Utveckling
CIA sattes alltså som ansvarig för projektet som döptes till Aquatone med Richard Bissel som projektledare. 9 december 1954 undertecknades kontraktet med Lockheed på 54 miljoner dollar för de första 20 planen. På Lockheed var det Skunk Works under ledning av Clarence "Kelly" Johnson som var ansvarigt för att på åtta månader ta fram ett flygfärdigt plan.
Johnsons tidigare konstruktion Lockheed F-104 Starfighter användes som utgångspunkt för det nya flygplanet som utrustades med en lång vinge som fick planet att påminna om ett segelflygplan. Motorn var en Pratt & Whitney J-57. Allt gjordes för att hålla ner vikten på planet: huven öppnades för hand, det fanns ingen servostyrning, ingen beväpning, och de första modellerna saknade katapultstol.
Planet har ett glidtal på 1:23 (tappar utan motorer en meter höjd per 23 meter sträcka).
U-2 flög för första gången 4 augusti 1955 vid Groom Lake med Lockheeds testpilot Tony LeVier vid spakarna.

## Operativ tjänst
Första flygningen över Warszawapaktens luftrum gjordes 19 juni 1956. Planet utgick från Wiesbaden i Västtyskland och flög över Warszawa och Berlin. Flygningen var framgångsrik och fotona var av bättre kvalitet än förväntat.
U-2 flög första gången över sovjetiskt luftrum 4 juli 1956. Det flög över Berlin, norra Polen, Minsk, Leningrad och följde den baltiska kusten hem till Wiesbaden. Man hade antagit att om planet flög på minst 60 000 fots höjd så kunde sovjetiskt jaktflyg inte nå planet och bekämpa det, vilket var riktigt. Däremot upptäcktes planet utan problem av sovjetisk radar. Lockheed arbetade senare på att minska radarekot, men det lyckades inte. Mindre än 24 timmar efter första kränkningen av sovjetiskt luftrum gick nästa flygning iväg, denna gång med Moskva som mål. Det sovjetiska jaktflyget gick upp men ingen lyckades komma nära. 10 juli protesterade Sovjetunionens ambassadör i USA mot överflygningarna med det "amerikanska flygvapnets flygplan". USA svarade att inget militärt flygplan kränkt luftrummet, vilket ju formellt var sant.
Under åren 1957 till 1959 genomfördes 30 flygningar med U-2 över Sovjetunionen, vilket gav USA ett ovärderligt underrättelsematerial. 1958 tog Sovjetunionen i tjänst en ny luftvärnsrobot - SA-2. Den skulle eventuellt kunna nå U-2 uppe på 69 000 fot. 
1 maj 1960 startade Gary Powers från den amerikanska flygbasen i Peshawar, Pakistan, för att genomföra en spaningsflygning över Sovjetunionen. Landning skulle ske på NATO-basen i Bodø, Norge.
Trots att U-2 flögs på hög höjd kunde det för första gången 1960 angripas av sovjetiskt luftvärn. En luftvärnsrobot träffade Powers U-2. Han lämnade flygplanet med fallskärm och planet slog ner nära staden Sverdlovsk. Den amerikanska regeringen försökte initialt skylla det hela på att ett amerikanskt väderspaningsplan gått fel på autopilot eftersom piloten hade dött av syrebrist. Chrusjtjov antydde indirekt att piloten var död. Men några dagar senare avslöjade han att han gillrat en fälla och att piloten var fängslad och hade berättat. Fotona visade också att det var ett spaningsuppdrag. Den internationella skandalen var ett faktum.
Planet flög inte mer över Sovjetunionen, men har efter det flugit över Kuba, Kina, Vietnam, Libyen, Syrien och en del andra länder.
På två europeiska flygmuseer finns U-2 bevarad, Norsk Luftfartsmuseum i Bodø och American Air Museum på Duxford i England.